# Foresthill Bridge

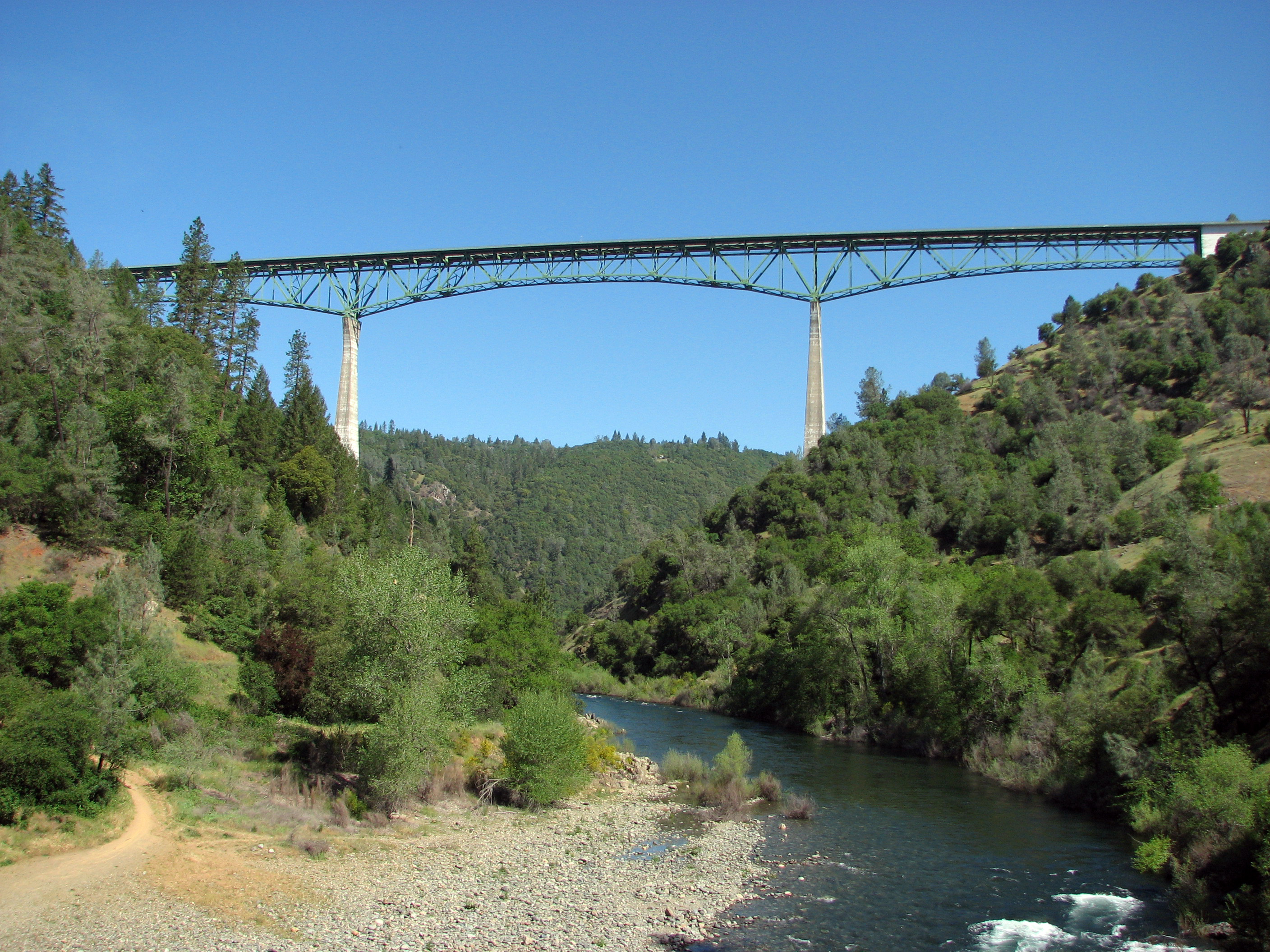
De American River en de Foresthill Bridge.

De Foresthill Bridge, ook Auburn-Foresthill Bridge of Auburn Bridge, is een vakwerkboogbrug over de North Fork van de American River in het Sierra Nevada-gebergte in de Amerikaanse staat Californië. Het is de hoogste brug van Californië - gemeten van het diepste punt onder de brug tot aan het wegdek - en een van de hoogste bruggen van de Verenigde Staten. De brug bevindt zich 223 meter boven de rivierbedding. De brug is toegankelijk voor autoverkeer en voetgangers.
De brug werd gebouwd in het teken van de bouw van de Auburn Dam op de North Fork. Die werd uitgesteld toen men er na een aardbeving in 1975 achter kwam dat het eerste ontwerp niet goed genoeg was. De brug werd ondertussen, in 1973, voltooid. In 1979 werden de fundering voor de dam afgewerkt, maar door zware overstromingen in 1986 werd de kistdam zwaar beschadigd. De publieke opinie keerde zich tegen de dam, deels omdat de enorme dam slechts een kleine capaciteit ging hebben, in vergelijking met andere stuwdammen, maar ook omdat de dam nogal wat geologische risico's meebracht. De brug, gefabriceerd door het Japanse Kawasaki Heavy Industries en opgebouwd door Willamette Western Contractors, was sowieso nuttig: de reistijden en de veiligheid op de weg tussen Auburn en Foresthill verbeterde aanzienlijk.

## In de populaire cultuur
De Foresthill Bridge komt in beeld aan het begin van de actiefilm xXx, waarin Vin Diesels personage Xander Cage in een gestolen Chevrolet Corvette over de brug rijdt en uit zijn rijdende auto van de brug springt. Ook in de romantische komedie The Ugly Truth verschijnt de Foresthill Bridge.